# باب الوادي
باب الوادي مدينة جزائرية تابعة لولاية الجزائر قلب العاصمة، هي بلدية ومقر دائرة، تُعتبر من الأحياء الشعبية القديمة والمكتظّة بعدد سكانها، بنيت معظم بناياتها من طرف الفرنسيين، ويقال بأن البلدية سميت بهذا الاسم لأنها في الحقيقة كانت عبارة عن واد يصب بالبحر.
يعرف سكان البلدية بلهجتهم المتميّزة،، هي لهجة السكان الأصليين للعاصمة 
في ليلة العاشر من نوفمبر من عام ألفين وواحد، عرفت البلدية تساقط أمطاراً غزيرة تواصلت طيلة الليلة وأدت إلى فيضانات عارمة كانت نتيجتها وفاة حوالي ألفي شخص، وقد شارك يومها كل سكان الحي في انتشال الجثث وعملوا مع أعوان الحماية المدنية الجزائرية، وبعدها أحدثت عدة ترميمات على العمران، فأخذت البلدية منظراً متجدداً.

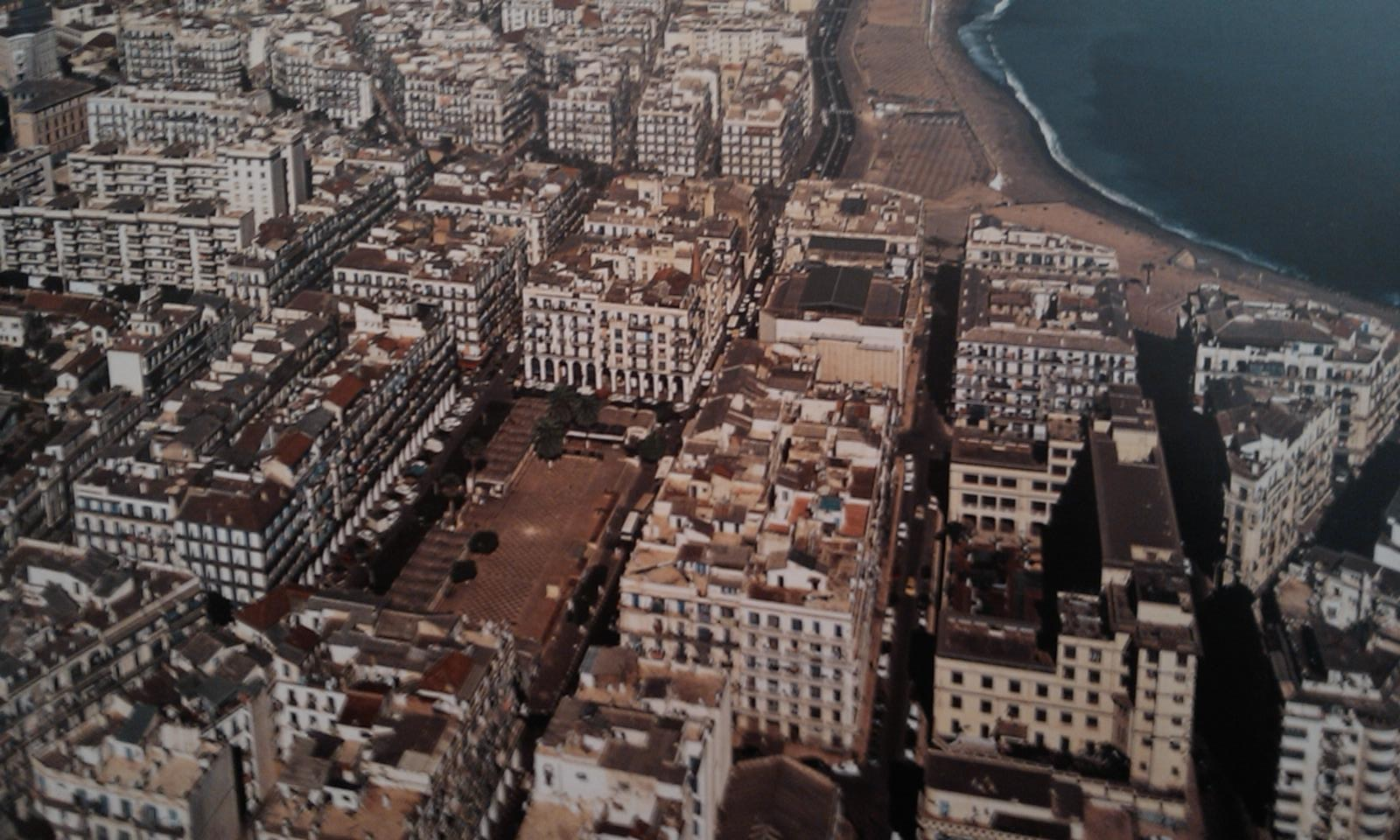
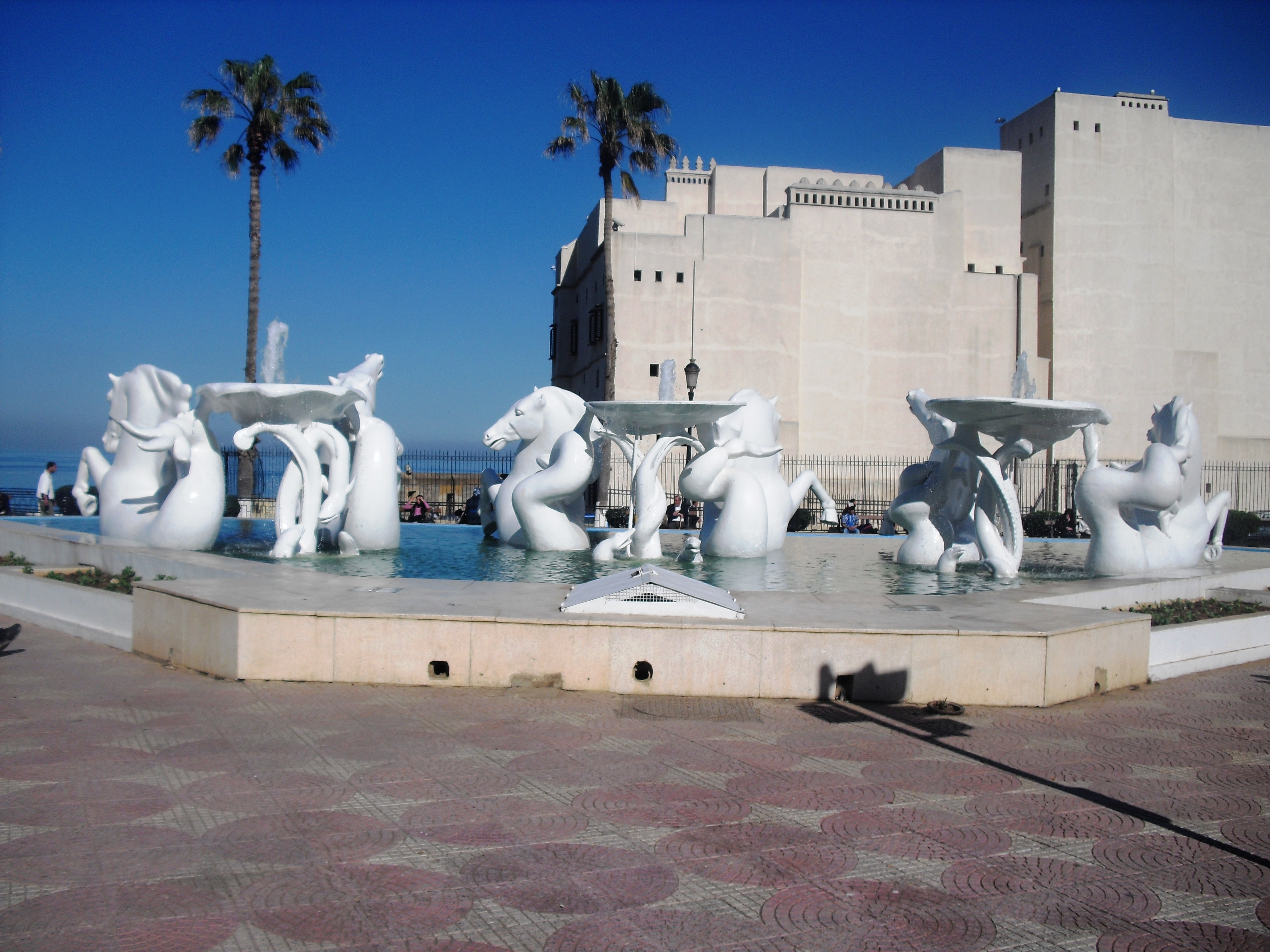

## تاريخ

### العصر العثماني
كان باب الواد أحد أبواب مدينة الجزائر العاصمة، ويفتح على واد لمكسل النابع من بلدية بوزريعة المتاوجدة في أعالي باب الواد

### حقبة الاستعمار الفرنسي
تطورت المنطقة هناك بعد الاستعمار الفرنسي عام 1830، وكان يسكنها بشكل رئيسي الفرنسيون والمهاجرون الأوروبيون الآخرون، وخاصة الإيطاليون، خلال الجزء الثاني من القرن التاسع عشر. وهكذا، خلال فترة الاستعمار الفرنسي، وحتى عام 1962، كان باب الوادي يشكل الحي الأوروبي الرئيسي للمدينة. سكانها ظروفهم متواضعة وقريبون من الشيوعية (انتخب النائب الشيوعي الوحيد في الجزائر بيار فايت عن دائرة باب الواد)، وهو الوضع الذي سيتغير مع اندلاع حرب الجزائر.

### أحداث عنيفة
في الواقع، في حين أن الحزب الشيوعي الجزائري والحزب الجمهوري في الجزائر العاصمة يضعان نفسيهما تدريجياً لصالح استقلال الجزائر، فإن سكان باب الواد ينزلقون إلى أقصى درجات مناهضة الاستقلال، إلى درجة تحويل حيهم إلى معقل للقضية. هكذا، بعد الإعلان عن توقيع اتفاقيات إيفيان، أعلنت منظمة الدول الأمريكية (جماعة إرهابية مناهضة للاستقلال) أن المنطقة محظورة على الجيش الفرنسي (المسؤول عن فرض وقف إطلاق النار). ) وقتلت ستة مجندين شباب من الوحدة كتحذير. رداً على ذلك، بدأت قوات الدرك المتنقلة حصار المنطقة في 23 مارس 1969. يُعرف الاشتباك بين الشرطة ومنظمة الدول الأمريكية باسم معركة باب الواد. وبعد ثلاثة أيام من الحصار، بدأ السكان ينفد منهم الخبز والحليب والمواد الغذائية الطازجة. وفي محاولة للتوصل إلى رفع الحصار، نظمت منظمة الدول الأمريكية مظاهرة حاشدة في وسط الجزائر العاصمة، انتهت بمذبحة.
كان باب الواد، الذي تجدد عدد سكانه إلى حد كبير خلال الاستقلال، مسرحًا لأحداث دامية في أكتوبر 1988 في أعقاب أعمال الشغب التي ألهبت الحي وانتشرت في جميع أنحاء البلاد. فتحت الشرطة النار، مما أدى إلى سقوط عشرات الضحايا، معظمهم من صغار السن.
في 10 نوفمبر 2001، في أعقاب هطول أمطار غزيرة، اجتاحت سيول من الطين العديد من المنازل بالإضافة إلى ساحة سوق تريوليت الشاسعة، مما تسبب في مقتل أكثر من 700 ضحية وترك الحي مدمرًا في ثلاث ساعات فقط.

## جغرافيا
| البحر الأبيض المتوسط | البحر الأبيض المتوسط | بولوغين   |
| القصبة               | إسم ؟                |           |
| القصبة               | وادي قريش            | وادي قريش |

## منشآت
- ثانوية الأمير عبد القادر
- حديقة براغ
- زاوية سي السعدي
- المعهد الوطني العالي للموسيقى
- ساحة باب الوادي
- ساحة عبد الرحمان ميرة
- مركب الكتاني
- ملعب فرحاني

## الشواطئ
تحتضن هذه البلدية العديد من الشواطئ البحرية:
- شاطئ الكتاني
- شاطئ الرميلة

## أعلام
- يحيى بن مبروك
- نور الدين ولد علي
- رولاند تشارلز فاغنر
- صوفيا بوتلة
- لطفي رئيسي
- محمد تامالت
- بايا رحولي
- كمال قمازي

## مواضيع ذات صلة
- تاريخ ولاية الجزائر
- بلديات ولاية الجزائر
- دوائر ولاية الجزائر